# آکیتو واتابه
آکیتو واتابه (انگلیسی: Akito Watabe؛ زادهٔ ۲۶ مهٔ ۱۹۸۸) اسکی‌باز اهل ژاپن است. وی همچنین از اسکی‌بازان نوردیک دوگانه در بازی‌های المپیک زمستانی ۲۰۰۶ است که در دوره‌های ۲۰۱۰ تا ۲۰۱۸ نیز حضور داشته است. او از برندگان مدال‌های بازی‌های المپیک زمستانی ۲۰۱۴ و ۲۰۱۸ است.